# Binali Yıldırım
Binali Yıldırım (Refahiye, 20 december 1955) is een Turkse politicus en voorzitter van het Turkse parlement. Van 2016 tot 2018 was hij premier van Turkije.

## Biografie
Yıldırım werd geboren in Refahiye, in de provincie Erzincan. Hij studeerde aan de Technische Universiteit van Istanboel. Tussen 1994 en 2000 was hij directeur van de veerdienst van Istanboel. Van 2002 tot 2013 en van 2015 tot 2016 was hij met enkele korte onderbrekingen minister van Transport. In mei van dat jaar werd hij verkozen tot leider van de Partij voor Rechtvaardigheid en Ontwikkeling (AKP) en benoemd tot premier van Turkije.